# Arzu Abdullayeva
Arzu Abdullayeva (* vor 1970 in Baku) ist eine aserbaidschanische Friedens- und Menschenrechtsaktivistin.

## Biographie
Arzu Abdullayeva gewann internationale Bekanntheit, als sie sich im Berg-Karabach-Konflikt seit Ende der 1980er Jahre gemeinsam mit der armenischen Friedens-Aktivistin Anahit Bayandour für Konfliktlösungen auf Grundlage von gegenseitigem Respekt und Gewaltfreiheit einsetzte. Beide waren Vorsitzende der nationalen Sektion der Menschenrechtsorganisation Helsinki Citizens’ Assembly (HCA) ihres Heimatlands, Abdullayeva war Co-Vorsitzende von HCA international.
Sie forderte ihre Mitmenschen auf, ihre Emotionen zu kontrollieren und rational zu denken und zu handeln. Der Krieg nütze weder Armenien noch Aserbaidschan. Das gemeinsame Engagement mit Bayandour ermöglichte Gespräche, Gefangenenaustauschaktionen und die Versorgung von Geiseln und Kriegsgefangenen auch während intensiven Phasen der Auseinandersetzung. Sie veröffentlichten gemeinsam ein Buch (“Gender and Peace”) über die Möglichkeiten, den Frieden zu befördern, das als Handbuch für Trainings in der Südkaukasusregion diente. Der Krieg um Berg-Karabach endete mit einem Waffenstillstand, ein dauerhafter Frieden konnte nicht erreicht werden.
Der Einsatz Abdullayevas und Bayandours für Verständigung zwischen Armenien und Aserbaidschan in einem jahrzehntealten Konflikt wurde 1992 mit der Verleihung des Olof-Palme-Preises gewürdigt.
2005 weitete Abdullayeva ihr Friedensengagement aus und gründete unter anderem mit der niederländischen Sektion von Pax Christi und der finnischen Crisis Management Initiative den Public Council of Experts on the solution of the Karabakh conflict.
Die Konflikte zwischen Armenien und Aserbaidschan machten die gemeinsame Friedensarbeit jedoch immer schwieriger. So war es Abdullayeva nicht möglich, 2011 am Begräbnis von  Bayandour teilzunehmen.
Im April 2016 kam es zum schlimmsten Aufflackern seit dem Waffenstillstand von 1994, auch bekannt als "Vier-Tage-Krieg", der zum Tod von mindestens 200 Menschen und Kriegspropaganda auf beiden Seiten führte, wie Abdullayeva beklagte. Sie veröffentlichte einen Aufruf an beide Parteien, den Krieg sofort zu beenden.

## Positionen
Aus Abdullayevas Sicht ist es wesentlich, Vorurteilen und Propaganda eine zivile Gegenaufklärung entgegenzusetzen. Man müsse über die Absichten der Feindbildkonstrukte und ihre politischen Mechanismen aufklären. Die Geschichts- und Kulturpolitik müssten als friedenstärkende Mittel ausgebaut werden, so dass sie einer bilateralen Annäherung unter den nachwachsenden Generationen zuarbeiteten.

## Auszeichnungen
- 1992 Olof-Palme-Preis gemeinsam mit Anahit Bayandour[4]
- 1998 European Union and US Government’s Award for Democracy and Civil Society[5]